# Nice to Meet You, Walden Schmidt
«Nice to Meet You, Walden Schmidt» (Es Un Placer Conocerte, Walden Schmidt) es el noveno estreno de la temporada de la serie de comedia Dos hombres y medio y la primera aparición de Ashton Kutcher como Walden Schmidt, "un multimillonario de internet con un corazón roto". Es la el episodio número 178 de la serie, y el primer episodio sin Charlie Sheen como Charlie Harper. El episodio fue visto por 28,74 millones de personas en su fecha de emisión original, por lo que es el episodio más visto de Dos hombres y medio.
El episodio recibió críticas mixtas de los críticos, sobre todo por el duplicado fundido y pobres improvisación, aunque Sheen se informa que han disfrutado el episodio y elogió la actuación de Kutcher.

## Trama
Comenzando donde "El Maldito Cura" terminó, se revela que Charlie Harper (Charlie Sheen) murió, fuera de la pantalla, mientras que en su escapada de fin de semana a París con Rose (Melanie Lynskey).
El episodio comienza con Alan (Jon Cryer) entregar el elogio en el funeral de Charlie. Varias de los exnovias de Charlie están presentes, como Mia, Courtney, Isabella, Chelsea e incluso la señorita Pasternak (ahora interpretada de nuevo por Missi Pyle). Ellas interrumpen a Alan mientras que él intenta hablar y Courtney (Jenny McCarthy) expresa consternación por no ser un acto ataúd abierto. Alan produce el púlpito para Rose, que revela que Charlie le propuso matrimonio en París. Unos días más tarde, sin embargo, Rose le dio en la ducha con otra mujer, algo que cada uno murmura Charlie haría mientras Berta ( Conchata Ferrell ) anuncia el pensamiento con una sonrisa. Subió luego pasa a explicar que ella lo perdonó y fue enormemente triste cuando Charlie "accidentalmente" se cayó delante de un tren en movimiento al día siguiente. Alan sospecha que Rose podría haber tenido algo que ver con la muerte de Charlie, pero mantiene silencio mientras Berta silencio declara "Nunca cruce una loca" y Jake ( Angus T. Jones ) alegando que él tiene hambre después de escuchar la descripción espantosa pero extrañamente apetitoso de Rose de cómo el cuerpo de Charlie fue demolido (y lo describió como un "globo lleno de carne").
El descubrimiento de que la casa de Charlie tiene tres hipotecas y que Alan es incapaz de afrontar los pagos, Evelyn ( Holland Taylor ) pone la casa en venta. Varias personas consideran la compra de la casa, pero al final deciden en contra de ella por una razón u otra. En primer lugar, John Stamos (que aparece como él mismo), decide no hacerlo porque dijo que el lugar tiene malos recuerdos. Una mala memoria incluye a John y Charlie tener relaciones sexuales con una prostituta en la casa una noche; cuando la prostituta perdió el conocimiento, que siguió su camino, porque Charlie dijo. En segundo lugar, la casa no es comprado por Dharma y Greg (Jenna Elfman y Thomas Gibson), que deciden no hacerlo porque Greg dijo que no era "práctica" y que el centro de viaje sería "matar" a él. Algún tiempo después, Alan recibe restos incinerados de Charlie, y comparte un adiós sincero con su difunto hermano, diciéndole cuánto lo ama y realmente lo extraño. Dada la imposibilidad de cumplir el deseo de Charlie tener sus cenizas fueran tragados por Pamela Anderson (también rechaza llevándolo a vivir a Evelyn, alegando "Así es como comienzan las películas de terror"), Alan decide esparcir los restos en la playa. Mientras que él va a hacerlo, él se asusta por un joven (Ashton Kutcher) que se coloca en la cubierta, lo que le hace derramar cenizas de Charlie todo el salón. Berta, bromea su línea clásica, "yo no lo está limpiando."
El extraño pide usar el teléfono, y revela que él fue un intento de suicidio , porque su esposa lo había dejado. Después de llamar a su esposa y ser rechazado de nuevo, el desconocido se presenta ante Alan como Walden Schmidt, un multimillonario que hizo su dinero con la venta a Microsoft . Después de Walden pide un traje para que pueda tratar de ahogar a sí mismo de nuevo, Alan le ofrece llevarlo a la barra de Pavlov. Los dos recoger un par de mujeres que son comprensiva hacia Walden. Los cuatro regreso a casa de Charlie, que ahora es de Alan, Alan, donde se ofrece a hacer bebidas. Mientras que él está ausente, las dos mujeres conducir Walden piso de arriba donde tienen relaciones sexuales con él en la habitación de Charlie, Alan dejando la planta baja y solo. Molesta, Alan dice cenizas de Charlie (que están en un Dustbuster Negro & Decker ) que se calle debido a la ironía y los pone en la basura. A la mañana siguiente, un Walden desnuda va a la cocina, se reúne Berta, que está impresionado por su dotación y le dice a Alan acerca de lo sucedido la noche anterior. Walden también anuncia su intención de comprar la casa. Como Judith (Marin Hinkle) viene para dejar a Jake para el fin de semana, que andan en Walden abrazando a Alan en agradecimiento por su amistad. Judith dice "me gusta" y luego el episodio termina con un mensaje "Continuará".

## Producción
Este episodio fue escrito por regulares de la serie Chuck Lorre, Lee Aronsohn, Eddie Gorodetsky y Jim Patterson, dirigidas por serie regular James Widdoes, y fue grabado en el 5 de agosto de 2011 hasta una audiencia completa y entusiasta, mucho tiempo después de la conclusión de la octava producción temporada , que se puso a su fin en febrero debido a los comentarios de Sheen en Lorre.
Kutcher fue anunciado como el reemplazo de Sheen de la serie el 13 de mayo de 2011, después de Sheen fue despedido el 7 de marzo de 2011. Esta es la segunda comedia de situación que Kutcher ha protagonizado, después de su papel carrera debut en That '70s Show, que fue a partir de su sexta temporada , cuando Dos hombres y medio se estrenó en 2003.
Jenna Elfman y Thomas Gibson retomaron sus papeles como Dharma y Greg Montgomery por primera vez en casi una década. Elfman jugó previamente un carácter diferente en Dos hombres y medio . Sin embargo, Elfman y Gibson solamente se acreditaron como una pareja sin nombre. La química de la pareja es notablemente más oscuro que en el Dharma y Greg , con el personaje de Gibson haciendo sarcástica menciones de divorcio y el suicidio. Elfman y coestrella de Gibson, Joel Murray , invitado estrella como repartidor de correo en el episodio.
Este es el primer episodio en el programa para presentar la desnudez completa (aunque censurado por la pixelación). El Chuck Lorre Producciones tarjeta de la vanidad es solo una imagen de tres latas de conserva, pero uno de ellos se coloca de lado.
Denise Richards según los informes, rechazó la oportunidad de aparecer en el episodio por respeto a Sheen.

## Recepción

### Clasificaciones
Con 28,74 millones de espectadores en su emisión original, el episodio fue el más visto en la historia de la serie. Se obtuvo un 10,7 / 25 Puntuación / acción en el grupo de 18-49 de edad . En un momento dado, la audiencia alcanzó un máximo de 31 millones de espectadores con un 11,4/26 Puntuación/acción. Incluyendo las calificaciones de DVR, lo que sumado 4,09 millones de espectadores, el episodio fue visto por un total de 32.83 millones de espectadores con una calificación de 12.5 18-49. En Canadá, el espectáculo fue visto por aproximadamente 5 millones de espectadores, con 6,7 millones de observación de algunos de la misma. En Australia, el espectáculo fue visto por una media de 2,3 millones de espectadores en las cinco principales ciudades capitales, alcanzando un máximo de 2,6 millones, lo que dio el espectáculo de sus calificaciones más altas jamás cifra para un episodio emitido en Australia. También fue el programa más visto en la televisión australiana esa noche, superando tercer exitoso drama colocado llena a rebosar, por 655.000 espectadores. En el Reino Unido, el episodio se emitió el 20 de septiembre en el canal digital central de la comedia y llevado en un total de 803.000 espectadores, el programa más visto en la historia del canal.

### Recepción de la crítica
El episodio recibió críticas mixtas de los numerosos críticos. Tim Goodman de The Hollywood Reporter señaló; "No pude averiguar si Kutcher se va a vacante, ingenuo, tonto nerd o asombrosamente (para un personaje que es un multimillonario), porque nunca voy a ver este espectáculo por la elección de nuevo." Sin embargo, él cree que Sheen tendría la última palabra dada "su nuevo espectáculo - si es que alguna vez sucede -. Será exponencialmente más divertido que los libre de la risa en 22 minutos de la noche anterior." Richard Lawson, de Gawker Media estaba descontento con la forma en la espectáculo aborda tanto la muerte / funeral de Charlie Harper y la introducción de Walden Schmidt en un episodio. Lawson señaló que Kutcher "debe encajar muy bien", pero que los espectadores todavía se pierda de Sheen "tambalea-en-el-punto-de-olvido entusiasmo" complementar "chistes teta de la serie y Dick chistes y pedo chistes de vez en cuando salpicada por ocurrencias entregado por personajes femeninos con determinación no sexuales". Lori Rackl del Chicago Sun-Times le dio al episodio una crítica positiva, indicando," llenar el vacío dejado por un personaje bien establecida no es fácil, pero Kutcher en su mayoría tuvieron éxito".

### La reacción de Charlie Sheen
Sheen observó el episodio y fue muy satisfechos.  Según los informes, sintieron el funeral de Charlie Harper era "extraña pero divertida". Sheen también consideró que el revelar del personaje de Kutcher en una nube de cenizas de su propio carácter era particularmente agradable.